# جامعة الفرات الأوسط التقنية
جامعة الفرات الأوسط التقنية هي جامعة تقنية حكومية تأسست في العام الدراسي 2014-2015. تضم الكليات والمعاهد التقنية في محافظات بابل والنجف وكربلاء والقادسية والمثنى.
كليات ومعاهد الجامعة كانت تتبع هيئة التعليم التقني.

## الكليات
الجدول يضم كليات الجامعة لعام 2015-2016:
| الكلية                            | العنوان              | التأسيس | الأقسام | الموقع         |
| --------------------------------- | -------------------- | ------- | --- | -------------- |
| الكلية التقنية الصحية والطبية     | الكوفة، محافظة النجف | -       | تقنيات التحليلات المرضية تقنيات صحة المجتمع تقنيات التخدير | chm.atu.edu.iq |
| الكلية التقنية الهندسية           | النجف، محافظة النجف  | -       | هندسة تقنيات الاتصالات هندسة تقنيات السيارات هندسة تقنيات الطيران هندسة تقنيات ليزر والكهروبصريات هندسة تقنيات البناء والإنشاء هندسة تقنيات الإلكترونيات الطيران \|\| cnj.atu.edu.iq |                |
| الكلية التقنية الإدارية           | الكوفة، محافظة النجف | -       | قسم تقنيات المحاسبة قسم تقنيات إدارة الاعمال قسم تقنيات المعلومات | cku.atu.edu.iq |
| الكلية التقنية - الأقسام الهندسية | المسيب، محافظة بابل  | -       | هندسة تقنيات القدرة الكهربائية هندسة تقنيات المضخات هندسة تقنيات المكائن الزراعية هندسة تقنيات البناء والإنشاءات                                                                     | cms.atu.edu.iq |
| الكلية التقنية - الأقسام الزراعية | المسيب، محافظة بابل  | -       | التقنيات الحياتية الحيوانية التقنيات الحياتية النباتية تقنيات التربة والمياه تقنيات المقاومة الأحيائية                                                                               | cms.atu.edu.iq |

## المعاهد
الجدول يضم معاهد الجامعة لعام 2015-2016:
| المعهد                  | العنوان                    | التأسيس | الأقسام | الموقع             |
| ----------------------- | -------------------------- | ------- | --- | ------------------ |
| المعهد التقني الطبي     | الكوفة، محافظة النجف       | 1980    | تقنيات الصيدلة تقنيات التحليلات المرضية تقنيات صحة المجتمع تقنيات التمريض تقنيات الأدلة الجنائية (تأسس سنة 2019) تقنيات فحص البصر (تأسس سنة 2019)                                                                             | iku.atu.edu.iq     |
| المعهد التقني التكنلوجي | الكوفة، محافظة النجف       | 1980    | تقنيات الكهرباء (شبكات) تقنيات المكائن والمعدات (سيارات) تقنيات الميكانيك (الإنتاج) | iku.atu.edu.iq     |
| المعهد التقني الزراعي   | الكوفة، محافظة النجف       | 1980    | تقنيات الإنتاج الحيواني تقنيات الإنتاج النباتي | iku.atu.edu.iq     |
| المعهد التقني الإداري   | الكوفة، محافظة النجف       | 1980    | تقنيات إدارة المواد | iku.atu.edu.iq     |
| المعهد التقني التكنلوجي | النجف، محافظة النجف        | 1978    | تقنيات الكهرباء (قوى) تقنيات إلكترونيك 0الإلكتروني - تقنيات الحاسوب) تقنيات الميكانيك (إنتاج) تقنيات المكائن والمعدات (تبريد وتكييف) تقنيات الاتصالات التقنيات المدنية (بناء وإنشاءات - رسم هندسي - إنشاء طرق) تقنيات الطيران | inj.atu.edu.iq     |
| المعهد التقني الإداري   | النجف، محافظة النجف        | 1978    | تقنيات أنظمة الحاسبات تقنيات الإدارة القانونية تقنيات المحاسبة تقنيات السياحة وإدارة الفنادق (الفندقة - الإرشاد والسياحة) | inj.atu.edu.iq     |
| المعهد التقني - فنون    | النجف، محافظة النجف        | 1978    | تقنيات صناعة الملابس تقنيات التصميم والتزيين المعماري | inj.atu.edu.iq     |
| المعهد التقني الطبي     | الحلة، محافظة بابل         | -       | تقنيات صحة المجتمع تقنيات التمريض تفنيات المختبرات الطبية تقنيات الصيدلة \|\| رابط المعهد |                    |
| المعهد التقني التكنلوجي | الحلة، محافظة بابل         | -       | التقنيات المدنية (بناء وإنشاءات - إنشاء طرق) تقنيات المساحة تقنيات الميكانيك (إنتاج) تقنيات ميكانيك القدرة (غزل ونسيج - سيارات - تبريد) تقنيات الإلكترونيك نقنيات الاحهزة الطبية                                              | رابط المعهد        |
| المعهد التقني الإداري   | الحلة، محافظة بابل         | -       | تقنيات أنظمة الحاسبات تقنيات إدارة المواد تقنيات الإدارة القانونية تقنيات المحاسبة | رابط المعهد        |
| المعهد التقني الزراعي   | المسيب، محافظة بابل        | -       | تقنيات الإنتاج الحيواني تقنيات الإنتاج النباتي (مقاومة أحيائية - نباتي) تقنيات التربة تقنيات المكننة الزراعية | www.musaibtech.org |
| المعهد التقني الإداري   | المسيب، محافظة بابل        | -       | تقنيات المحاسبة التقنيات المالية والمصرفية | ims.atu.edu.iq     |
| المعهد التقني التكنلوجي | المسيب، محافظة بابل        | -       | تقنيات الموارد المائية (الري والبزل - تشغيل المشاريع) التقنيات المدنية (رسم هندسي - إنشاء طرق) تقنيات المكائن والمعدات (سيارات) التقنيات الميكانيكية (إنتاج) تقنيات القدرة الكهربائية (قوى)                                   | ims.atu.edu.iq     |
| المعهد التقني الطبي     | كربلاء، محافظة كربلاء      | -       | تقنيات صحة المجتمع | ikr.atu.edu.iq     |
| المعهد التقني التكنلوجي | كربلاء، محافظة كربلاء      | -       | التقنيات المدنية (بناء وإنشاءات) التقنيات الميكانيكية (إنتاج) التقنيات الكهربائية | ikr.atu.edu.iq     |
| المعهد التقني الإداري   | كربلاء، محافظة كربلاء      | -       | تقنيات أنظمة الحاسبات تقنيات المحاسبة تقنيات إدارة المكتب تقنيات السياحة والفندقة (إدارة الفنادق - إرشاد سياحي) | ikr.atu.edu.iq     |
| المعهد التقني الطبي     | الديوانية، محافظة القادسية | -       | تقنيات صحة المجتمع تقنيات التمريض | idi.atu.edu.iq     |
| المعهد التقني التكنلوجي | الديوانية، محافظة القادسية | -       | تقنيات الميكانيك (تشغيل وصيانة - إنتاج) | idi.atu.edu.iq     |
| المعهد التقني الإداري   | الديوانية، محافظة القادسية | -       | تقنيات المحاسبة تقنيات إدارة المواد | idi.atu.edu.iq     |
| المعهد التقني الطبي     | السماوة، محافظة المثنى     | -       | تقنيات صحة المجتمع تقنيات التمريض | isa.atu.edu.iq     |
| المعهد التقني التكنلوجي | السماوة، محافظة المثنى     | -       | تقنيات المساحة تقنيات الميكانيك (إنتاج) تقنيات الكهرباء (قوى) تقنيات البناء والإنشاءات | isa.atu.edu.iq     |
| المعهد التقني الإداري   | السماوة، محافظة المثنى     | -       | تقنيات المحاسبة | isa.atu.edu.iq     |